# Globos de Johannes Schöner
Los Globos de Johannes Schöner son una serie de globos terráqueos y globos celestes realizados por Johannes Schöner (1477-1547). El primero data de 1515, por lo que es de los más antiguos que aún se conservan.

## Globo de 1515

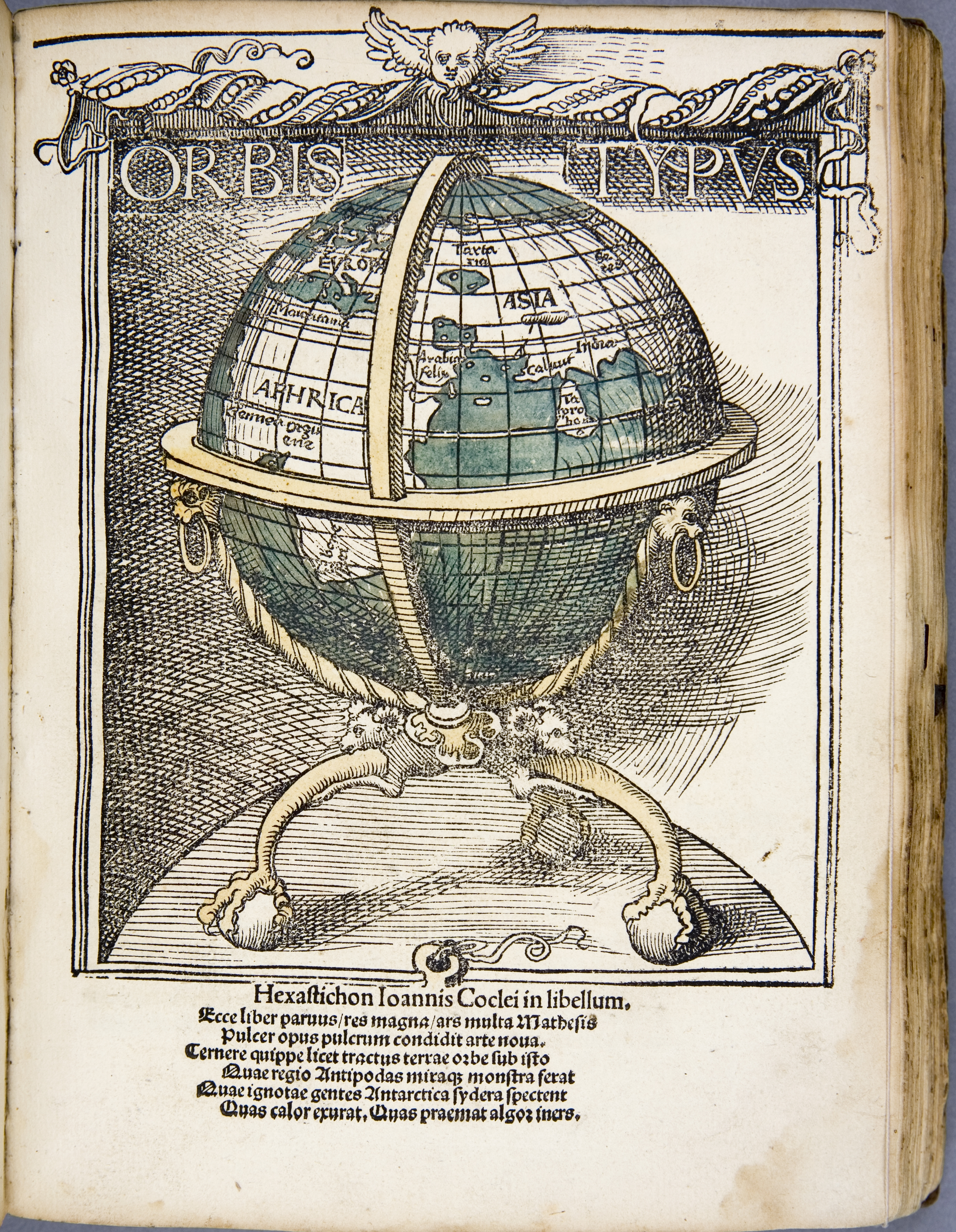
Grabado de la obra de Schöner Luculentissima quaedam terrae totius descriptio que muestra un ejemplar de su globo de 1515.

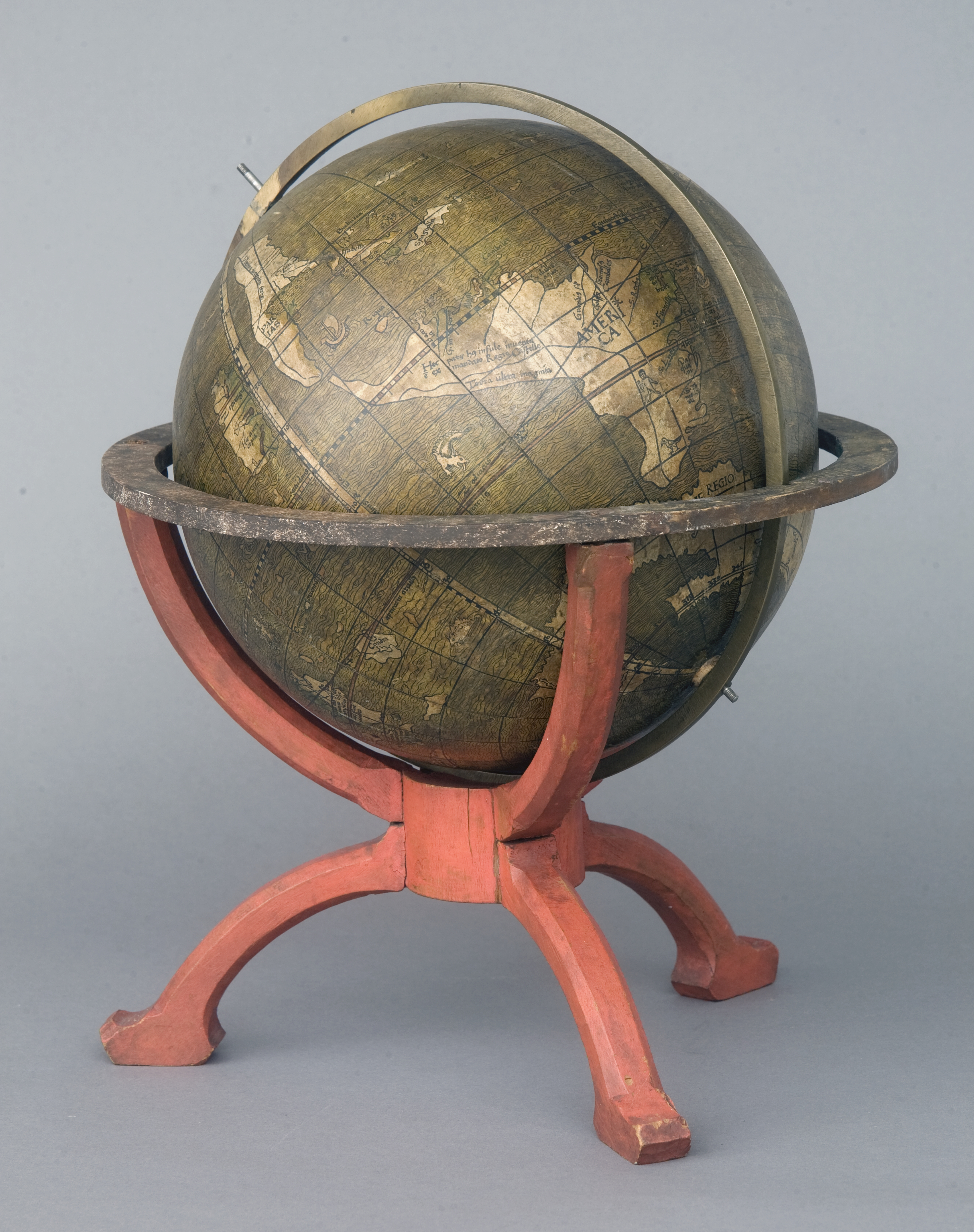
Ejemplar del globo de 1515 en el Museo Histórico de Fráncfort.

El Globo de Johannes Schöner de 1515 era un mapa impreso fijado sobre una esfera. Se han conservado dos ejemplares originales, uno en el Museo de Historia de Fráncfort y el otro en la Biblioteca Herzogin Anna Amalia, en Weimar; así como un fragmento, impreso en pergamino, que fue adquirido por la Biblioteca del Congreso de Washington. El globo servía de ilustración a un tratado publicado por Schöner en 1515 y titulado Luculentissima quaedam terrae totius descriptio (“Una muy lúcida descripción de todas las tierras”). Los globos supervivientes no tienen fecha ni firma. 
La geografía de este globo tiene una deuda obvia con el mapa de Waldseemüller de 1507, que a su vez se basó en parte en el globo construido en Núremberg en 1492 por Martin Behaim. El globo de 1515 coincide con sus precedentes en representar la India Superior (Asia oriental, llamada India superior sive orientalis en el Luculentissima) extendiéndose hasta alcanzar alrededor de la longitud 270° este. Hacia el oeste de España, los descubrimientos de Colón, Vespucci y de otros exploradores españoles y portugueses están representados como una franja larga y estrecha de tierras que se extienden aproximadamente desde la latitud 50° norte hasta los 40° sur. Las costas occidentales de estas tierras, America en el sur y Parias en el norte, está rotulada como Terra ultra incognita ("Tierra allende desconocida") y Vlterius incognita terra ("Tierra más allá allende desconocida"), indicando que las extensiones de tierra hacia el oeste eran desconocidas. El mar al oeste de estas tierras está rotulado como Oceanus orientalis indianus (océano Índico Oriental), de acuerdo con la conclusión establecida por Colón después de su tercer viaje de 1496-1498, cuando encontró el suelo continental sudamericano, al que llamó el Nuevo Mundo, que identificó con "la isla más grande del mundo" descrita por Marco Polo, Java Major, situada al suroeste de la provincia de la India Superior llamada Ciamba (Champa). Reflejando este concepto, Schöner explicó en otro de sus escritos, el Opusculum Geographicum (cap.xx): “Los Genoveses Colón y Américo Vespuccio, alcanzando solo las partes costeras de aquellas tierras de España a través del Océano Occidental, consideraron que serían una isla a la que llamaron América”. O como Nicolás Copérnico escribió en De Revolutionibus (lib.I, cap.iii):

Ptolomeo extendió el área habitable hasta la mitad alrededor del mundo, dejando más allá la tierra desconocida, donde modernamente se ha añadido Cathay y regiones muy extensas más allá de los 60 grados de longitud, de modo que ahora una longitud más grande de tierra deshabitada que la que queda para el Océano. Además, a esto tendrían que ser añadidas las grandes islas descubiertas en nuestro tiempo bajo los Príncipes de España y Portugal, especialmente América, nombrada en memoria del capitán del barco que la descubrió y considerada debido a su tamaño todavía desconocido como otro mundo, además de muchas otras islas hasta ahora desconocidas, que no nos asombra considerar que sean las Antípodas o Antichthones.

Donde Schöner difiere más notablemente de Waldseemüller es en la representación en su globo de un continente antártico, llamado por él Brasilie Regio. En el globo de Schöner se observa un brazo de mar entre el extremo sur de América, a  40 grados sur, y una tierra hipotética situada más al sur. El estrecho de Magallanes, descubierto por la expedición de Magallanes en 1520, en realidad se halla mucho más al sur, en los 53 grados. Su continente está basado, aunque tenuemente, en el informe de un viaje real, financiado desde Portugal por los mercaderes Nuno Manuel y Cristóbal de Haro a Sudamérica, descrito en el Newe Zeytung auss Presillg Landt (“Nuevas Noticias de la Tierra de Brasil”) publicado en Augsburgo en 1514. El Zeytung relata el paso de los navegantes portugueses a través de un estrecho entre el punto más al sur de América, o Brasil, y una tierra al suroeste, denominada como vndtere Presill o Brasilia inferior. Este supuesto “estrecho” podría ser el río de la Plata o bien el golfo de San Matias. Con “vndtere Presill”, el Zeytung daba a entender que parte de Brasil alcanzaba latitudes más bajas, pero Schöner confundió el significado de "tierra en el lado del sur del estrecho”, con latitudes más altas, así que le dio el significado opuesto. En este débil fundamento basó la construcción de su continente circumantártico, del que no se explican los motivos de su configuración anular o en forma de anillo. En el Luculentissima explica:

El portugués, así, navegó alrededor de esta región, el Brasilie Regio, y descubrió un pasillo muy similar a aquellos de nuestra Europa (donde residimos) y situado lateralmente entre el este y el oeste. De un lado al otro la tierra es visible; y el cabo de esta región sobresale aproximadamente 60 millas, tal como si uno navegase hacia el este a través del estrecho de Gibraltar o Sevilla y Berbería o Marruecos en África, como nuestro Globo muestra hacia el polo antártico. Más allá, la distancia es solo moderada de esta Región de Brasil hasta Malaca, donde Santo Tomás fue coronado con el martirio.

Con esta vaga información, unida al concepto de las Antípodas heredado de la antigüedad grecorromana, Schöner construyó su representación del continente del sur. Algunos autores afirman que el estrecho dibujado por Schöner sirvió de inspiración a la expedición de Fernando de Magallanes para alcanzar las Molucas por una ruta hacia el oeste.

## Globo de 1520

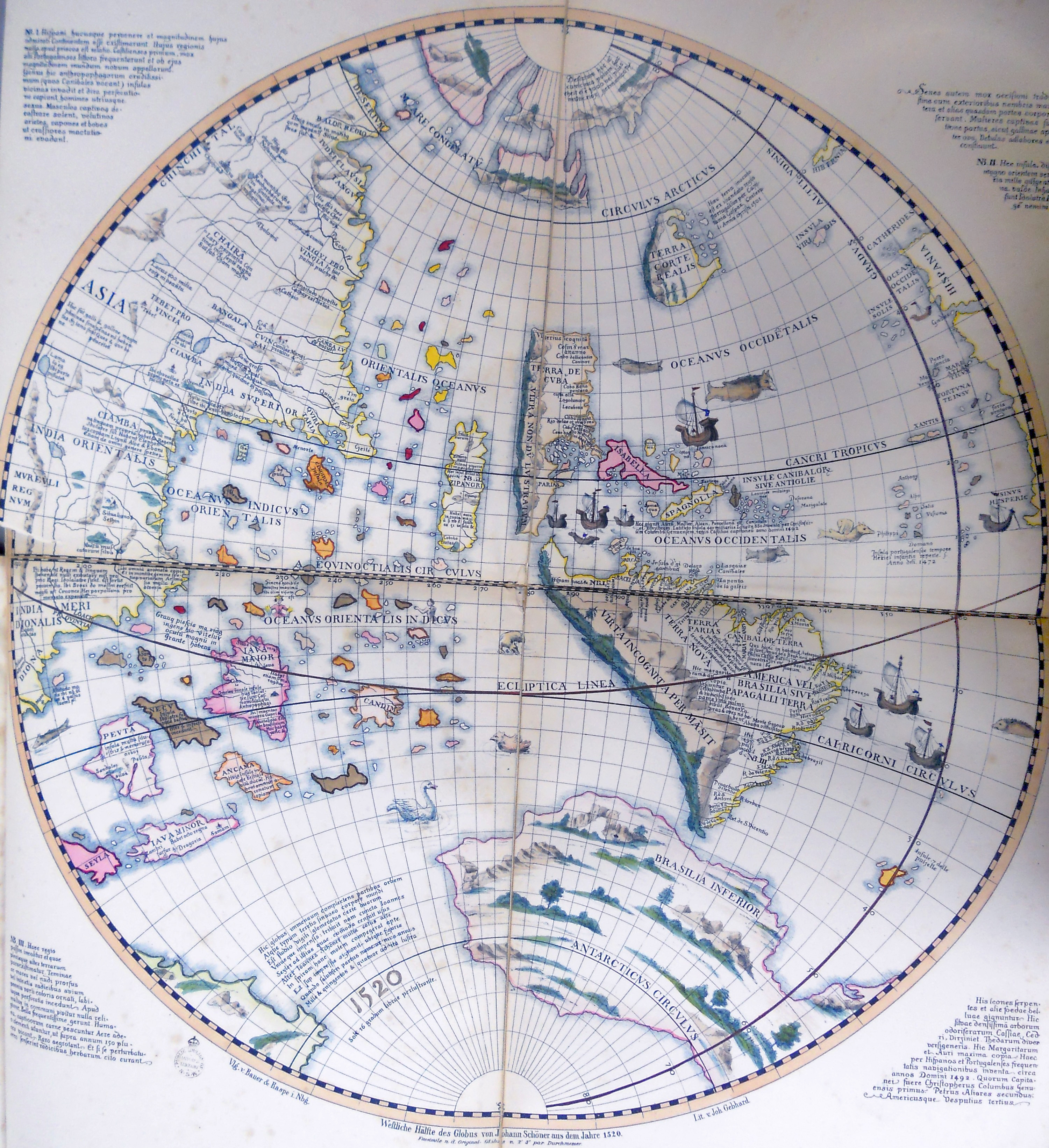
Reconstrucción del hemisferio occidental del globo de Schöner de 1520, hemisferio occidental por Friedrich Wilhlem Ghillany en 1853.

El Globo de Johannes Schöner de 1520 es un ejemplar manuscrito, que se conserva en el Museo Nacional Germano de Núremberg. En los globos de 1515 y 1520, AMERICA es mostrada como una isla, tal como se explica en el Luculentissima:

América, la cuarta parte del mundo, y las otras islas que le pertenecen. De este modo puede saberse que la Tierra está dividida en cuatro partes y que las primeras tres partes son continentes, esto es, tierra firme, pero que la cuarta es una isla, como se observa por estar rodeada en todas partes por los mares”.

Esto ya se indicaba así en la Cosmographiae Introductio de Martin Waldseemüller, donde se dice:

Hasta la fecha [la tierra entera] ha sido dividida en tres partes, Europa, África, y Asia… Ahora, estas partes de la tierra han sido más extensamente exploradas y una cuarta parte ha sido descubierta por Amerigo Vespucci... Por ello la tierra conocida pasa ahora a estar dividida en cuatro partes. Las primeras tres partes son continentes, mientras que la cuarta es una isla, tanto más cuando se ha encontrado que está rodeada de mares por todos lados.

Muestra un continente antártico, que no había sido explorado en aquella fecha.

## Globo (perdido) de 1523

Gajos de un globo anónimo que fueron identificados por Wieder con el globo perdido de Schöner de "1523-24".

A finales de 1523 o principios de 1524, Schöner publicó una breve obra titulada De nuper sub Castiliae ac Portugaliae Regibus Serenissimis repertis Insulis ac Regionibus... epistola et Globus Geographicus, seriem navigationum annotantibus [Epístola sobre las islas y regiones descubiertas recientemente por mandado de los serenísimos reyes de Castilla y Portugal, y un globo geográfico para anotar dichas navegaciones]. En ella comentaba las noticias de Maximiliano Transilvano sobre la expedición de Magallanes-Elcano y afirmaba haber realizado un globo terráqueo "en imitación de un modelo perfecto" de origen español. 
En el siglo XIX, un estudio afirmó que unos gajos anónimos y sin fecha conservados en la Biblioteca Pública de Nueva York (NYPL) que habían pertenecido a Henry Stevens serían el único ejemplar superviviente de este Globo de Johannes Schöner de 1523. Esta teoría fue refutada rotundamente por Henry Harrisse y descartada por todos los autores posteriores.
En 1925, Frederick Caspar Wieder propuso una teoría alternativa, que identificaba el globo de Schöner de 1523 con unos gajos grabados conservados en la Württembergische Landesbibliothek de Stuttgart y que fue acogida favorablemente por algunos historiadores de la cartografía. Wieder interpretó la palabra "Perisch", escrita en la región antártica de estos gajos, como una firma: "Per J[ohannes] Sch[öner]. Sin embargo, Eva Taylor echó por tierra la tesis de Wieder al comprobar que dicha palabra en realidad ponía "Periscii", que es un nombre usado desde la Antigüedad clásica para los habitantes de las zonas polares y que aparece en muchos otros mapas y globos. El consenso actual entre los historiadores es fechar los gajos de Nueva York hacia 1530 y los de Stuttgart hacia 1535, y considerar que no se conserva ningún ejemplar del globo de Schöner de 1523.

## Globo de 1533

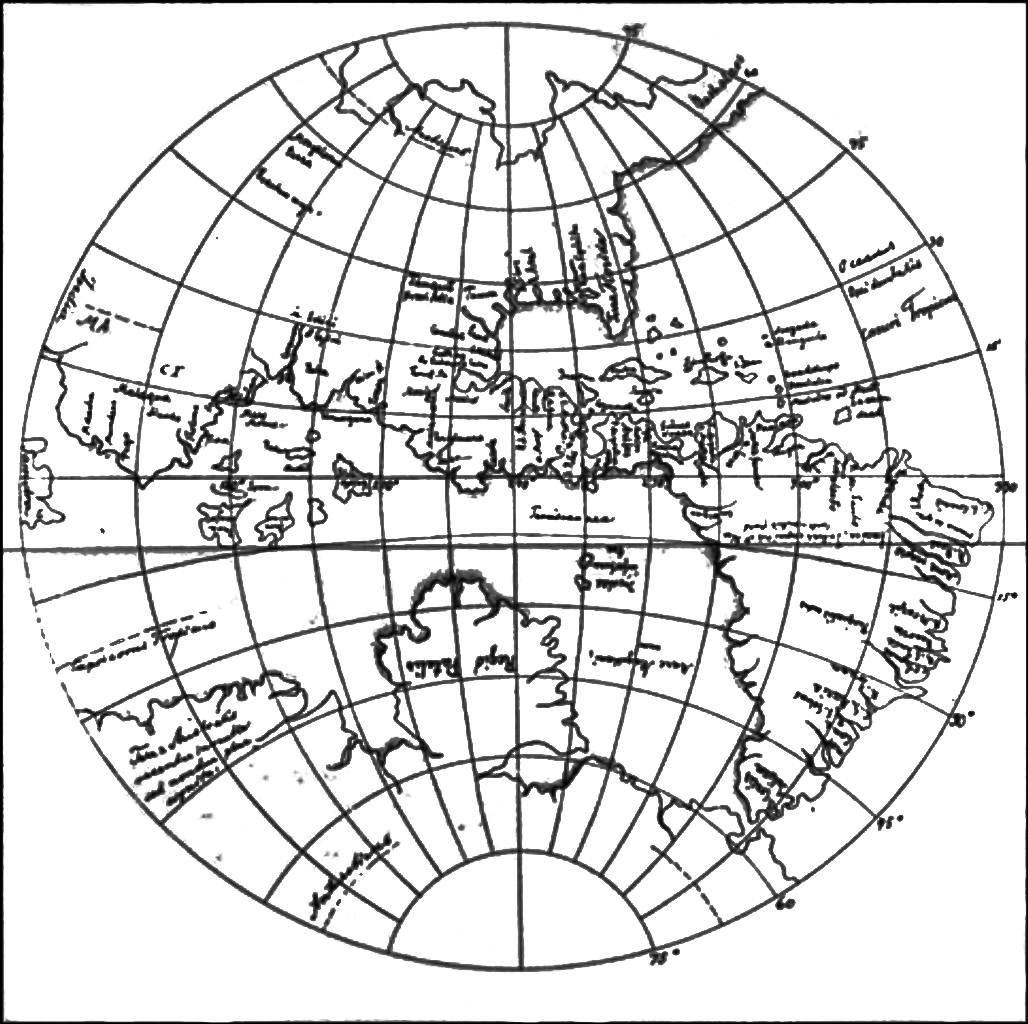
Globo de Johannes Schöner de Weimar de 1533, en el que América del Norte aparece formando parte de Asia. También muestra la Antártida

En 1533, Schöner publicó un tratado titulado Opusculum Geographicum que describía y explicaba un nuevo globo terráqueo. Se cree que un globo conservado en Weimar es el único ejemplar superviviente de este globo de Johannes Schöner de 1533.
En su tratado, Schöner explicaba que “Tuve que manejar cartas marinas dibujadas con caracteres excelentes, y noticias de gran valor, que intenté hacer concordar cuanto fuese posible, con posiciones astronómicas”. (Opusc. Geogr., Pt.I, cap.ix).
En los globos de Schöner de 1523 y 1533, AMERICA se muestra conectada por tierra a Asia, como explica en el Opusculum Geographicum:

Después de Ptolomeo, muchas regiones más allá de 180 grados al este fueron descubiertas por el veneciano Marco Polo y otros, pero ahora, habiendo sido descubiertas por los genoveses Colón y Americo Vespucci, que alcanzaron solo las partes costeras de aquellas tierras de España a través del Océano Occidental, consideraron que se trataba de una isla a la que llamaron América, la parte cuarta del globo. Pero por los viajes más recientes realizados en el año 1519 después de Cristo por Magallanes, liderando los barcos del Divino e Invencible [emperador] Carlos etc. a las Islas Molucas, que otros llaman Maluquas, situadas en el Lejano Oriente, han encontrado que la tierra que sería el continente Superior a la India, es una parte de Asia.

Schöner tomó el descubrimiento por Magallanes de Tierra de Fuego en 1520 como una confirmación más firme de la existencia del continente austral. Por ello, en sus globos de 1523 y 1533 lo describió como TERRA AVSTRALIS RECENTER INVENTA SED NONDUM PLENE COGNITA (“Terra Australis, recientemente descubierta pero todavía no plenamente conocida”). Este hecho fue asumido por sus cartógrafos posteriores como el francés Oronce Fine en su mapa mundi de 1531, y los flamencos Gerard Mercator en 1538 y Abraham Ortelius en 1570. Los conceptos de Schöner influyeron en los mapas de la escuela cartográfica de Dieppe, notablemente en su representación de Jave la Grande. Generaciones subsiguientes de cartógrafos y de geógrafos teóricos continuaron elaborando mapas con la imagen de una vasta y rica Terra Australis para tentar la codicia de mercaderes y estadistas.

## Globos celestes
Schöner también trazó globos celestes, es decir, mapas del firmamento con la forma adecuada para pegarlos en una esfera. Se conserva en Weimar un ejemplar completo que data de alrededor de 1533, así como fragmentos de gajos para un globo de alrededor de 1515 en la Biblioteca del Congreso. También consta que Lorenz Behaim compró  en 1517 un globo celeste de Schöner junto con un folleto explicativo. Uno de los globos celestes de Schöner parece haber sido tomado como modelo por Hans Holbein en su cuadro Los embajadores.
Schöner fue el primero en aplicar el método de imprimir mapas en forma de gajos a la cartografía celeste. Escribió también un manual de uso de globos celestes que fue publicado en 1527 en Amberes. Schöner era astrólogo y promovió el uso de sus globos para esta aplicación.